# Заари, Браим
Браим Заари (нидерл. ; родился 12 октября 1989 года, Шаиек, Нидерланды) — нидерландский футболист, выступающий на позиции вратаря за клуб «Блау Гел 1938».

## Карьера
Брахим Заари дебютировал в профессиональном футболе, на 24-й игровой день Первого Дивизиона 2007/2008, в матче с «Ден Босхом» заменив травмированного голкипера Йона Воса на 89-й минуте матча.
В следующем сезоне Заари стал игроком основы в и стал первым вратаре вплоть до последних игр сезона 2010/2011, когда тренер предпочел ставить в ворота Уэсли де Рюйтера.